# Klimient Woroszyłow

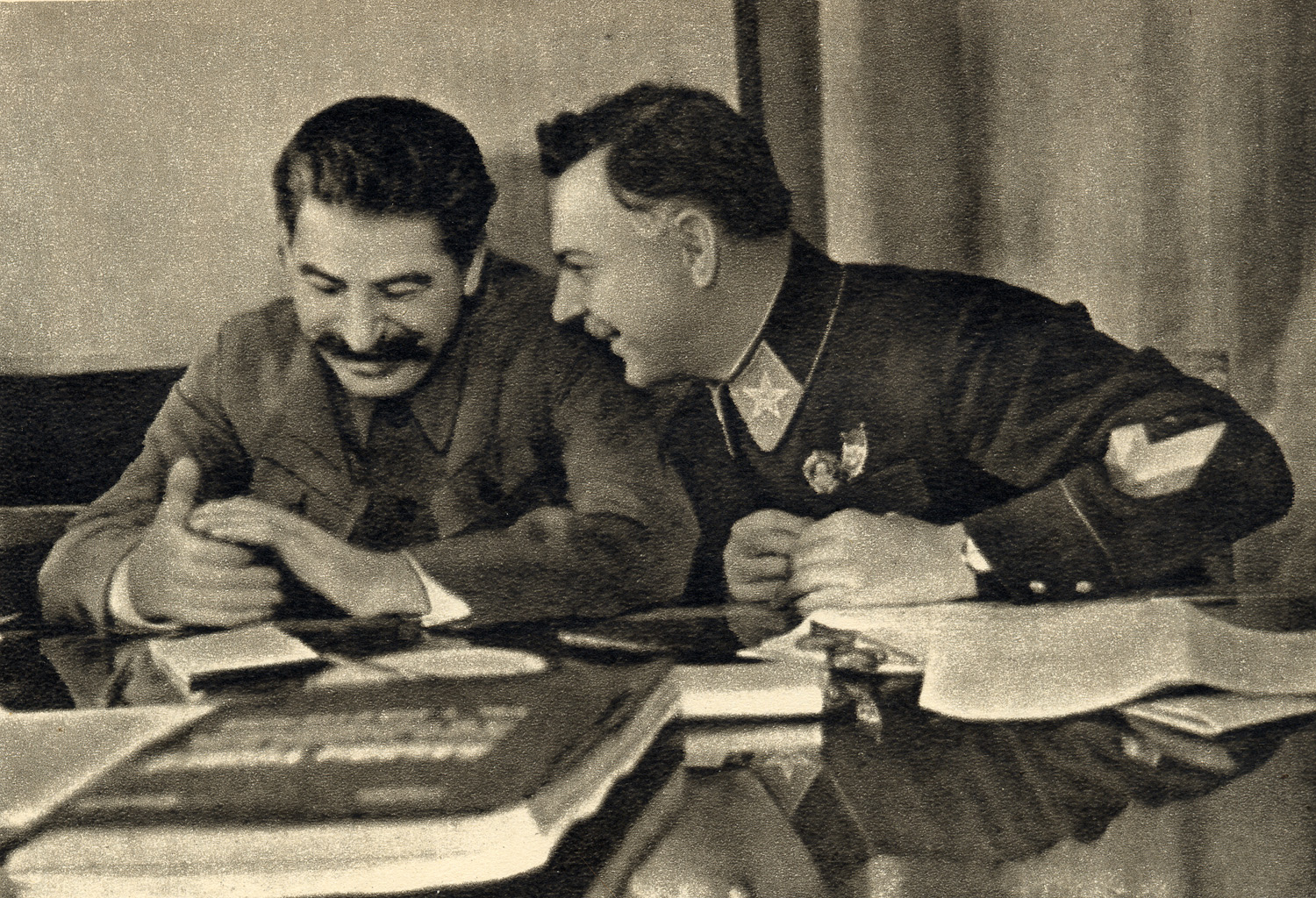
Józef Stalin i Klimient Woroszyłow w 1935

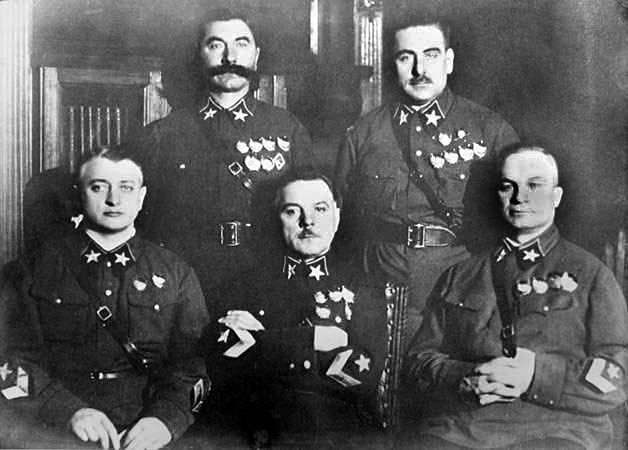
Pierwszych pięciu marszałków Związku Radzieckiego w 1935 (od lewej: Michaił Tuchaczewski, Siemion Budionny, Klimient Woroszyłow, Wasilij Blücher i Aleksandr Jegorow)

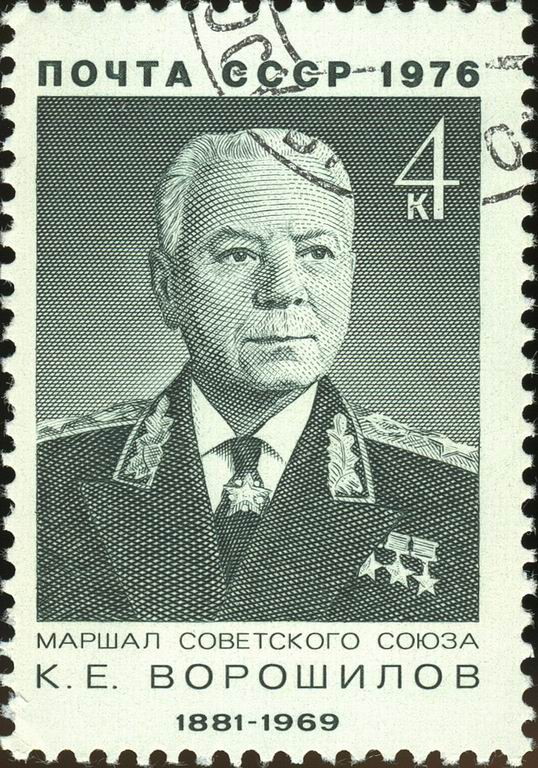
Znaczek Poczty ZSRR z marsz. Klimientem Woroszyłowem, 1976

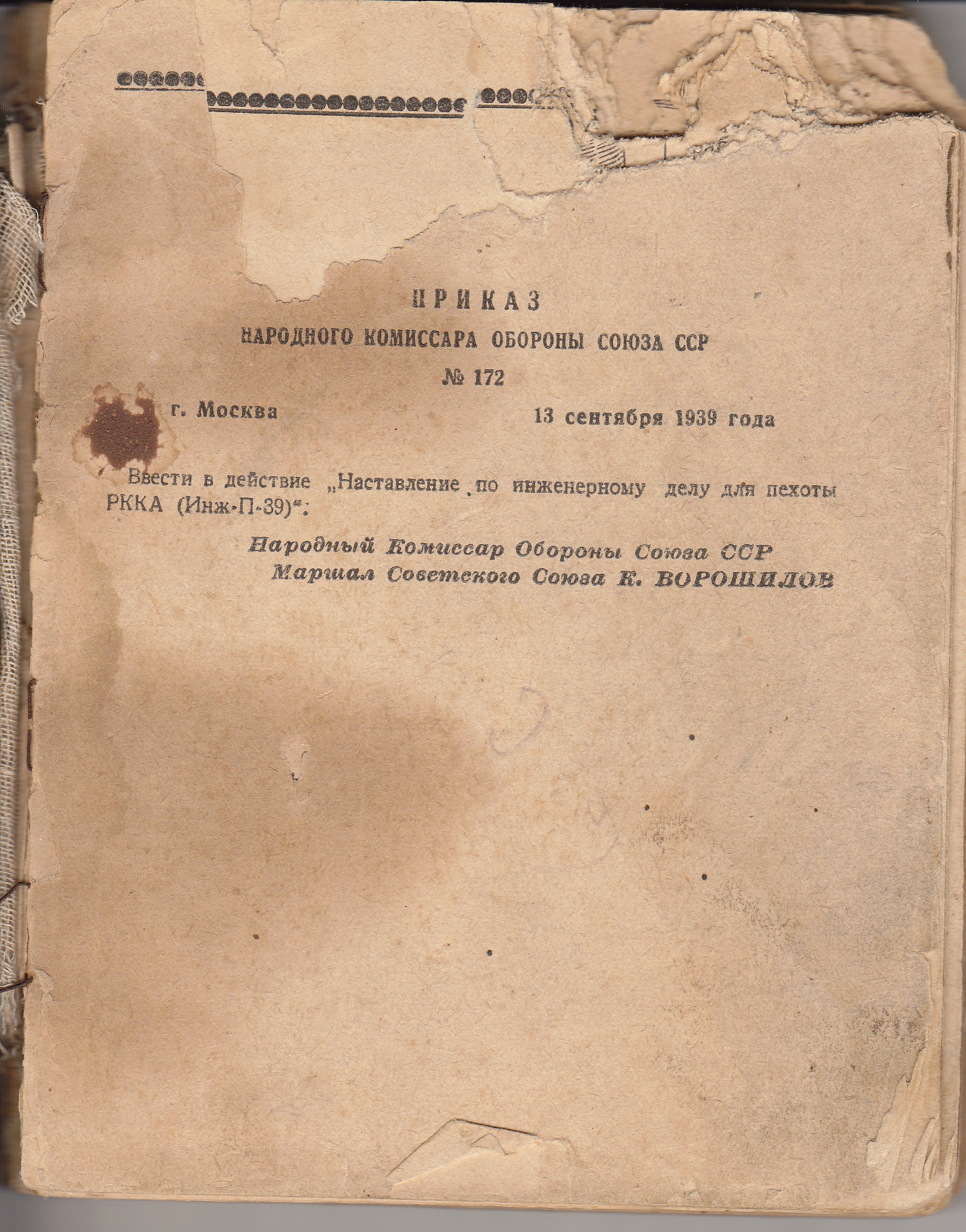
Instruktaż piechoty autorstwa Klimienta Woroszyłowa

Klimient Jefriemowicz Woroszyłow (ros. Климент Ефремович Ворошилов; ur. 23 stycznia?/4 lutego 1881 we wsi Wierchnieje, zm. 2 grudnia 1969 w Moskwie) – radziecki działacz partyjny, polityk, wojskowy i rewolucjonista narodowości rosyjskiej, marszałek Związku Radzieckiego, komisarz ludowy spraw wojskowych i morskich (1925–1934), komisarz ludowy obrony (1934–1940), zastępca przewodniczącego Rady Ministrów ZSRR (1946–1953), przewodniczący Prezydium Rady Najwyższej ZSRR (1953–1960) i członek Komitetu Centralnego RKP(b)/WKP(b)/KPZR (1921–1960, 1966–1969). Jeden z dowódców podczas wojny domowej, nawiązał bliską współpracę ze Stalinem, dzięki której stanął na czele kierownictwa sił zbrojnych. Pomógł mu przejąć i scementować władzę, jak i przeprowadzić wielką czystkę. Dowodził inwazją na Finlandię, która zakończyła się spektakularną klęską, za co zapłacił stanowiskiem i pozycją w wojsku, skupił się więc na działalności partyjnej i politycznej. Podczas II wojny światowej pełnił różne mniej ważne, choć odpowiedzialne funkcje, a po jej zakończeniu skupił się stricte na polityce, pozostając w kierownictwie państwa również po śmierci Stalina. W 1960 roku jako część opozycji wewnątrzpartyjnej wystąpił przeciwko Chruszczowowi, lecz ta poniosła porażkę i utracił wszystkie funkcje państwowe. Do łask powrócił po przejęciu władzy przez Breżniewa, lecz zmarł niedługo później. Dwukrotny Bohater Związku Radzieckiego (1956, 1968), Bohater Pracy Socjalistycznej (1960) i Bohater Mongolskiej Republiki Ludowej (1957).

## Życiorys

### Dzieciństwo i młodość
Urodził się w rodzinie chłopskiej o rosyjskich korzeniach. Ojciec pracował jako dróżnik. Sam Woroszyłow uważał się za Ukraińca, na co wskazywało używanie przez niego poprzedniej wersji swojego nazwiska Woroszyło. Mając zaledwie 7 lat rozpoczął pracę w kopalni pirytu, a następnie wraz z ojcem pasł bydło. Od 1896 pracował w fabryce. Od 1903 w Socjaldemokratycznej Partii Robotniczej Rosji (SDPRR), w 1904 został członkiem komitetu bolszewickiego w Ługańsku. W czasie rewolucji 1905 organizował drużyny bojowe. W latach 1908–1917 zajmował się pracą partyjną w Baku, Petersburgu i Carycynie, kilka razy aresztowany.
Po rewolucji lutowej i obaleniu caratu w 1917 został członkiem Piotrogrodzkiej Rady Delegatów Robotniczych i Żołnierskich.

### Wojna domowa w Rosji
Podczas wojny domowej w Rosji w 1918 współorganizował ukraińską 5 Armię i był jej pierwszym dowódcą, po czym dowodził Frontem Carycyńskim, pełnił funkcję zastępcy dowódcy i członka Rady Wojskowej Frontu Południowego, a następnie objął dowodzenie 10 Armią, na czele której pozostawał do 26 grudnia 1918, biorąc udział w odparciu dwóch szturmów Kozaków dońskich Piotra Krasnowa na Carycyn. Woroszyłow został odwołany ze stanowiska w rezultacie konfliktu, jaki wybuchł latem 1918 między nim i Stalinem a komisarzem spraw wojskowych i morskich Lwem Trockim. Dwaj pierwsi jawnie sabotowali prowadzoną przez Trockiego reorganizację Armii Czerwonej i wprowadzanie do niej byłych oficerów armii carskiej. Woroszyłow i Stalin jawnie sprzeciwiali się postawionemu na czele Frontu Południowego gen. Pawłowi Sytinowi. Trocki domagał się nawet postawienia Woroszyłowa przed sądem wojskowym.
W maju 1919 Woroszyłow był jednym z dowódców sił czerwonych tłumiących bunt Hryhorjewa i powstanie chłopskie na Ukrainie południowej i centralnej.
W listopadzie 1919 współorganizował 1 Armię Konną wraz z Siemionem Budionnym i jako jej politruk został członkiem jej Rady Wojskowo-Rewolucyjnej (Rewwojensowieta). W 1921 brał znaczący udział w likwidacji powstania marynarzy w Kronsztadzie.

### Działalność polityczna i służba w RKKA
W latach 1921–1960 członek Komitetu Centralnego RKP(b)/WKP(b)/KPZR. W latach 1921–1925 był dowódcą Północnokaukaskiego, a następnie Moskiewskiego Okręgu Wojskowego. Po śmierci Michaiła Frunzego w listopadzie 1925 został ludowym komisarzem (ministrem) spraw wojskowych i morskich oraz przewodniczącym Rady Wojskowo-Rewolucyjnej ZSRR (do 1934). W latach 1926–1952 był członkiem Biura Politycznego WKP(b), a w latach 1934–1940 pełnił funkcję ludowego komisarza obrony ZSRR. 20 listopada 1935 został mianowany marszałkiem Związku Radzieckiego.
Był współodpowiedzialny za czystki w Armii Czerwonej.
Podejmował decyzje o rozstrzelaniu łącznie 25 700 osób spośród grupy polskich wojskowych i cywilów znajdujących się w obiektach NKWD. Decyzję podjęli członkowie Biura: Ławrientij Beria, Józef Stalin, Klimient Woroszyłow, Wiaczesław Mołotow, Anastas Mikojan, Michaił Kalinin, Łazar Kaganowicz. Zgodnie z nią wiosną 1940 zamordowano 21 857 osób. Patrz: zbrodnia katyńska.

### II wojna światowa
Po niepowodzeniu w wojnie radziecko-fińskiej Woroszyłow został odwołany ze stanowiska ludowego komisarza obrony. W maju 1940 został powołany na stanowisko zastępcy przewodniczącego Rady Komisarzy Ludowych (rząd ZSRR) i jednocześnie przewodniczącego Komitetu Obrony przy Radzie Komisarzy Ludowych.
Po napaści Niemiec na ZSRR, w latach 1941–1945 był członkiem Państwowego Komitetu Obrony. W 1941 został dowódcą Kierunku Północno-Zachodniego (do września 1941). Będąc pełnomocnikiem Kwatery Głównej Naczelnego Dowództwa, organizował obronę Leningradu oraz dowodził wojskami frontów Leningradzkiego (wrzesień 1941) i Wołchowskiego oraz Samodzielnej Armii Nadmorskiej. We wrześniu 1942 został wyznaczony głównym dowódcą ruchu partyzanckiego (do maja 1943). Podczas wojny zajmował również inne stanowiska. Uczestniczył w konferencji teherańskiej.

### Okres powojenny
Po zakończeniu II wojny światowej w 1945 był przewodniczącym Sojuszniczej Komisji Kontrolnej na Węgrzech. W latach 1946–1953 pełnił funkcję zastępcy przewodniczącego Rady Ministrów ZSRR, a następnie w latach 1953–1960 przewodniczącego Prezydium Rady Najwyższej ZSRR.
W 1960 za wystąpienie przeciwko Nikicie Chruszczowowi i poparcie „grupy antypartyjnej” Wiaczesława Mołotowa został pozbawiony wszystkich funkcji partyjnych i państwowych. Po dojściu do władzy Leonida Breżniewa powrócił do łask, ponownie członek KC KPZR od 1966.
Zmarł 2 grudnia 1969, pochowany przy ścianie Kremla na Placu Czerwonym w Moskwie. W jego pogrzebie uczestniczyła delegacja PRL z przewodniczącym Rady Państwa PRL Marszałkiem Polski Marianem Spychalskim, szefem GZP WP gen. dyw. Józefem Urbanowiczem, szefem Sztabu Generalnego WP gen. dyw. Bolesławem Chochą, ambasadorem PRL w ZSRR Janem Ptasińskim i attaché wojskowym Ambasady PRL w Moskwie gen. bryg. Wacławem Jagasem.
Autor wspomnień Rasskazy o żizni, Moskwa 1968.

## Życie prywatne
Od 1925, po śmierci Michaiła Frunzego, Klimient Woroszyłow wychowywał jego syna – Timura, który zginął jako oficer lotnictwa na Froncie Wołchowskim. Był żonaty, ale nie miał własnych dzieci, wychowywał również przybranego syna Piotra.

## Odznaczenia
- Medal „Złota Gwiazda” Bohatera Związku Radzieckiego – dwukrotnie (3 lutego 1956, 22 lutego 1968)
- Medal „Sierp i Młot” Bohatera Pracy Socjalistycznej (1960)
- Order Lenina – dziewięciokrotnie (1935, 1938, 1940, 1945, 1951, 1956, 1960, 1961, 1968)
- Order Czerwonego Sztandaru – sześciokrotnie (1919, 1921, 1925, 1930, 1944, 1948)
- Order Suworowa I klasy (1944)
- Order Czerwonego Sztandaru Pracy Uzbeckiej SRR (1930)
- Order Czerwonego Sztandaru Pracy Tadżyckiej SRR (1933)
- Order Czerwonego Sztandaru Pracy Zakaukaskiej FSRR (1933)
- Medal „Za obronę Leningradu”
- Medal „Za obronę Moskwy”
- Medal „Za obronę Kaukazu”
- Medal „Za zwycięstwo nad Niemcami w Wielkiej Wojnie Ojczyźnianej 1941–1945” (1945)
- Medal jubileuszowy „Dwudziestolecia zwycięstwa w Wielkiej Wojnie Ojczyźnianej 1941–1945” (1965)
- Medal jubileuszowy „XX lat Robotniczo-Chłopskiej Armii Czerwonej” (1938)
- Medal jubileuszowy „30 lat Armii Radzieckiej i Floty” (1948)
- Medal jubileuszowy „40 lat Sił Zbrojnych ZSRR” (1958)
- Medal jubileuszowy „50 lat Sił Zbrojnych ZSRR”
- Medal „W upamiętnieniu 800-lecia Moskwy” (1947)
- Bohater Mongolskiej Republiki Ludowej (29 maja 1957, Mongolia)
- Order Suche Batora – dwukrotnie (Mongolia)
- Order Czerwonego Sztandaru (Mongolia)
- Krzyż Wielki Orderu Białej Róży (Finlandia)
- i inne

## Upamiętnienie i kultura popularna
- Bułat Okudżawa poświęcił mu jedną ze swoich ironicznych piosenek pod tytułem Woroszyłow, nasz czerwony komendant. Piosenkę tę Okudżawa nagrał w czasie swego pobytu w Polsce w 1966 i nie była ona znana w ZSRR. Woroszyłow pojawia się również w znanej pieśni Armii Konnej „Marsz Budionnego”. Oprócz tego nazwisko Woroszyłowa pojawia się jeszcze w co najmniej dwóch pieśniach: jednej z licznych wersji Полюшко-поле (Poleczko-pole) oraz Эшелонная (Песня о Ворошилове) („Eszelonowa” (Pieśń o Woroszyłowie)).
- W Bielsku-Białej istniała prawdopodobnie jedyna ulica jego imienia w Polsce (1951–1988), później Władysława Sikorskiego.
- Ługańsk, miasto we wschodniej Ukrainie, został nazwany na jego cześć Woroszyłowgrad. Stoi tam do dzisiaj pomnik Woroszyłowa, na koniu i z szablą.
- Od inicjałów Woroszyłowa nazwano serię czołgów ciężkich KW (nazywanych także potocznie „Klimami”).
- W 1985 w filmie Bitwa o Moskwę w jego rolę wcielił się piosenkarz Władimir Troszyn, pierwszy wykonawca piosenki Podmoskownyje Wieczera.